# Baron Clifton
Baronowie Clifton 1. kreacji (parostwo Anglii)
- 1608–1618: Gervase Clifton, 1. baron Clifton
- 1618–1637: Katherine Clifton, 2. baronowa Clifton
- 1637–1655: James Stewart, 1. książę Richmond i 3. baron Clifton
- 1655–1660: Esmé Stewart, 2. książę Richmond i 4. baron Clifton
- 1660–1668: Mary Butler, 5. baronowa Clifton
- 1668–1672: Charles Stewart, 3. książę Richmond i 6. baron Clifton
- 1672–1702: Katherine O'Brien, 7. baronowa Clifton
- 1702–1706: Katherine Hyde, 8. baronowa Clifton
- 1706–1713: Edward Hyde, 9. baron Clifton
- 1713–1722: Theodosia Bligh, 10. baronowa Clifton
- 1722–1747: Edward Bligh, 2. hrabia Darnley i 11. baron Clifton
- następni baronowie, patrz: hrabia Darnley

Baronowie Clifton 2. kreacji (parostwo Irlandii)
- 1721–1728: John Bligh, 1. hrabia Darnley i 1. baron Clifton
- 1728–1747: Edward Bligh, 2. hrabia Darnley i 2. baron Clifton
- następni baronowie, patrz: hrabia Darnley